# Liga de fútbol sala de Gibraltar 2015-16
La Liga de fútbol sala de Gibraltar 2015-16 fue una nueva edición de la Liga de fútbol sala de Gibraltar organizada por la Asociación de Fútbol de Gibraltar (GFA) y la tercera después de que Gibraltar se convirtiera en miembro pleno de la UEFA.
La liga contó con 40 equipos divididos en 4 divisiones, cada una con 10 equipos. Manchester 62 volvió a participar luego de estar ausente la temporada pasada, el club ingresó de manera directa en la División 1 probablemente debido a sus méritos en la temporada 2013-14. La mayor parte de los partidos se jugaron en el Tercentenary Sports Hall y en algunas de las canchas alternas de este y del Estadio Victoria.
Lynx ganó la División 1 luego de vencer en la final de la ronda de campeonato por 8 - 1 a St. Joseph's Spark Energy. De esta manera el club consiguió su segundo título y logró clasificarse para la ronda preliminar de la Copa de la UEFA de Fútbol Sala 2016-17. Por otra parte Lions Gibraltar se reestructuró administrativamente y empezó a competir en la División 3 2016-17 luego del descenso de su equipo reserva en la División 2 y Cannons descendió a la División 2 2016-17 luego de perder el partido de ascenso y descenso contra Mons Calpe, subcampeón de la División 2. Además,  Lincoln Red Imps, Gibraltar Scorpions, College 1975 y Manchester 62 desaparecieron y por lo tanto no participaron en temporada siguiente.
Gunwharf consiguió su segundo ascenso de manera consecutiva al proclamarse campeón de la División 2 y garantizarse una plaza en la División 1 2016–17, mientras que Mons Calpe, subcampeón, también logró ascender luego de vencer a Cannons en el partido de ascenso y descenso. Por otra parte Boca Juniors y Lions Gibraltar Res. descendieron a División 3 2016-17. En el caso de Lions Gibratar Res. al año siguiente se convirtió en el equipo principal y participó en la División 3. Junto a la desaparición de Gibraltar Scorpions, en la División 1, también desaparición de su equipo reserva en la División 2.
Gibraltar Titans (1.°), Rock Solid (2.°) y Stallions (3.°) lograron ascender luego de ocupar los primeros lugares de la División 3. Por otra parte Maccabi Bet descendió a la División 4 2016-17. 
La División 4 hizo su debut con la inclusión de varios equipos nuevos y entre ellos el retorno de Europa que volvió luego de participar en la temporada inaugural (2013-14). Gibraltar United (1.°) consiguió un ascenso especial y se clasificó para la División 2 2016-17, mientras que Newton Store (2.°) y Morocan Athletic (3.°) ascendieron a la División 3 2016-17. Como consecuencia de la estructuración antes mencionada, Lions Gibraltar C desapareció. También desaparecieron Manchester 62 Res., como consecuencia de la desaparición del primer equipo, y Maccabi Gimal, la reserva de Maccabi Gibraltar.
Por segunda vez el campeón de la División 1 se clasificó para el Trofeo Luis Bonavia 2016, la supercopa, que disputó frente al campeón de la Futsal Rock Cup 2016. 

## Sistema de competición
En cada una de las tres divisiones los participantes jugarán entre sí dos veces bajo el sistema de todos contra todos (18 partidos cada equipo). En la División 1, los cuatro primeros al final de esta etapa regular, se clasificaron a la ronda de campeonato que constó de dos semifinales que se jugaron a doble partido y una final jugada a partido único. 
En las otras divisiones la tabla de posiciones determinó a los campeones, los ascensos y también los descensos.

### Sistema de ascensos y descensos
Cada división debería haber otorgado un descenso, un ascenso y dos clasificaciones a los partidos de ascenso y descenso (uno por el ascenso y otro por el descenso) con excepción de la División 1 y 4 que no otorgaban ascenso y descenso alguno respectivamente. Finalmente, y en la práctica, la liga sufrió muchos cambios: varios equipos se retiraron y el mecanismo de ascenso fue irregular. Gibraltar United recibió un ascenso especial y pasó de División 4 directamente a División 2.
|            | Relevos directos   | Relevos directos    | Relevos indirectos | Relevos indirectos  |
| División   | Ascenso            | Descensos           | Partido de ascenso | Partido de descenso |
| ---------- | ------------------ | ------------------- | ------------------ | ------------------- |
| División 1 |                    | 6 (5 desaparecidos) |                    | 8.° Clasificado     |
| División 2 | 1                  | 3 (1 desaparecido)  | 2.° Clasificado.   |                     |
| División 3 | 3                  | 1                   |                    |                     |
| División 4 | 3 (1 a División 2) | 3 (desaparecidos)   |                    |                     |

| Partido por el ascenso a División 1 | Partido por el ascenso a División 1 | Partido por el ascenso a División 1 |
| ----------------------------------- | ----------------------------------- | ----------------------------------- |
| 8.° Clasificado de la División 1    | vs                                  | 2.° Clasificado de la División 2    |

### Clasificación a torneos internacionales
El campeón de la División 1 ganó un cupo para la Copa de la UEFA de fútbol sala. El club clasificado empezó su participación en la ronda preliminar de la edición 2016-17.
| Método de clasificación          | Torneo al que clasifica                                       |
| -------------------------------- | ------------------------------------------------------------- |
| Campeón de la División 1 2015-16 | Ronda preliminar de la Copa de la UEFA de fútbol sala 2016-17 |

## División 1
La División 1 2015-16 fue una edición más de la División 1 de Gibraltar. 

### Ascensos y descensos
| Pos. | Ascendidos de División 2 de Gibraltar 2014-15      |
| ---- | -------------------------------------------------- |
| 2    | Lincoln Red Imps                                   |
| 3    | Gibraltar Phoenix Eclipse                          |
| -    | Manchester 62 (restituido de la temporada 2013-14) |

| Pos. | Desaparecido de División 1 de Gibraltar 2014-15 |
| ---- | ----------------------------------------------- |
| 6    | Rock Pirate                                     |

1. 1 2  Gibraltar Scorpions Res. ganó la División 2 de Gibraltar 2014-15 pero no ascendió por ser un equipo filial. En su lugar ascendieron el segundo y tercero.

### Clubes participantes
| 2014-15 | Club                      |
| ------- | ------------------------- |
| 1       | Lynx                      |
| 2       | Glacis United             |
| 3       | St.Joseph's Spark Energy  |
| 4       | College 1975              |
| 5       | Gibraltar Scorpions       |
| 7       | Cannons                   |
| 8       | Lions Gibraltar           |
| 2 (D2)  | Lincoln Red Imps          |
| 3 (D2)  | Gibraltar Phoenix Eclipse |
| - (DU)  | Manchester 62             |

1. ↑  St. Joseph's cambió de nombre debido a un cambió de patrocinio pasando de ser patrocinado por «Neptune Marine» a «Spark Energy».
2. ↑  Lions Latino's Beach dejó esa denominación y tomó el nombre del club principal.
3. ↑  Lincoln Red Imps usó su nombre completo en esta temporada. La temporada pasada usaron solo la denominación Lincoln.
4. ↑  Gibraltar Phoenix incluyó el nombre de su patrocinador en su nombre y pasó a ser Gibrarltar Phoenix Eclipse.
5. ↑  Manchester 62 vuelve a la División 1 luego de participar en la temporada inaugural (2013-14) y estar ausente la edición anterior.

### Tabla de posiciones
- Actualizado el 16 de agosto de 2019. Jugados todos los partidos.

| Pos. | Equipo                       | PJ | PG | PE | PP | GF | GC | DG   | Pts. | Clasificado a                            |
| ---- | ---------------------------- | -- | -- | -- | -- | -- | -- | ---- | ---- | ---------------------------------------- |
| 1    | Lynx (C)                     | 19 | 16 | 2  | 1  | ¿? | ¿? | 133  | 50   | Ronda de campeonato                      |
| 2    | St.Joseph's Spark Energy (C) | 19 | 14 | 2  | 3  | ¿? | ¿? | 100  | 44   | Ronda de campeonato                      |
| 3    | Glacis United (C)            | 19 | 12 | 2  | 5  | ¿? | ¿? | 37   | 38   | Ronda de campeonato                      |
| 4    | Gibraltar Scorpions (C)      | 19 | 12 | 1  | 6  | ¿? | ¿? | 47   | 37   | Ronda de campeonato (luego desaparecido) |
| 5    | Gibraltar Phoenix Eclipse    | 18 | 11 | 0  | 7  | ¿? | ¿? | –5   | 33   |                                          |
| 6    | College 1975                 | 18 | 6  | 1  | 11 | ¿? | ¿? | –20  | 19   | Desaparecido al final de la temporada    |
| 7    | Lincoln Red Imps             | 18 | 4  | 3  | 11 | ¿? | ¿? | –17  | 15   | Desaparecido al final de la temporada    |
| 8    | Cannons                      | 18 | 4  | 1  | 13 | ¿? | ¿? | –116 | 13   | Partido de ascenso y descenso            |
| 9    | Lions Gibraltar              | 18 | 3  | 1  | 14 | ¿? | ¿? | –68  | 10   | Reestructurado (A División 3 2016-17)    |
| 10   | Manchester 62                | 18 | 3  | 1  | 14 | ¿? | ¿? | –91  | 10   | Desaparecido al final de la temporada    |

Fuente: gibraltarfa.com
Reglas de clasificación: 1) Puntos; 2) Diferencia de gol; 3) Goles a favor
(C): Clasificado a la fase indicada. 

### Resultados
|                           | CAN  | COL | SCO   | PHO  | GLA  | LIN | LIO  | LYN  | MAN  | JOS  |
| ------------------------- | ---- | --- | ----- | ---- | ---- | --- | ---- | ---- | ---- | ---- |
| Cannons                   |      | 2–5 | 1–14  | 3–10 | 1–12 | 4–9 | 3–0  | 0–11 | 5–5  | 2–24 |
| College 1975              | 5–8  |     | 1–12  | 9–10 | 2–4  | 3–0 | 3–0  | 1–15 | 16–1 | 3–7  |
| Gibraltar Scorpions       | 18–2 | 4–1 |       | 7–11 | 3–6  | 1–9 | 8–4  | 5–10 | 3–0  | 12–5 |
| Gibraltar Phoenix Eclipse | 11–9 | 5–1 | 12–10 |      | 6–2  | 3–0 | 0–3  | 2–7  | 12–5 | 3–12 |
| Glacis United             | 5–2  | 3–2 | 1–7   | 10–0 |      | 3–0 | 8–1  | 6–3  | 10–3 | 1–1  |
| Lincoln Red Imps          | 0–3  | 4–4 | 0–3   | 6–5  | 6–6  |     | 0–3  | 0–3  | 14–6 | 4–13 |
| Lions Gibraltar           | 0–3  | 0–6 | 0–3   | 0–3  | 0–3  | 3–3 |      | 0–13 | 3–0  | 0–3  |
| Lynx                      | 18–1 | 8–0 | 10–3  | 17–3 | 3–0  | 3–0 | 3–0  |      | 18–0 | 3–3  |
| Manchester 62             | 5–1  | 0–3 | 1–7   | 6–11 | 0–3  | 3–0 | 3–0  | 1–9  |      | 1–11 |
| St.Joseph's Spark Energy  | 16–2 | 4–2 | 5–6   | 12–7 | 10–5 | 3–0 | 20–0 | 0–4  | 8–3  |      |

| Primera Fecha             | Primera Fecha | Primera Fecha             |
| Local                     | Resultado     | Visitante                 |
| ------------------------- | ------------- | ------------------------- |
| Manchester 62 FC          | 5 - 1         | Cannon's FC               |
| Lincoln Red Imps FC       | 6 - 5         | Gibraltar Phoenix Eclipse |
| Gibraltar Scorpions FC    | 4 - 1         | College 75 FC             |
| Glacis United FC          | 6 - 3         | Lynx FC                   |
| St. Joseph's Spark Energy | 20 - 0        | Lions Gibraltar FC        |

| Segunda Fecha             | Segunda Fecha | Segunda Fecha             |
| Local                     | Resultado     | Visitante                 |
| ------------------------- | ------------- | ------------------------- |
| Lincoln Red Imps FC       | 14 - 6        | Manchester 62 FC          |
| Gibraltar Phoenix Eclipse | 3 - 12        | St. Joseph's Spark Energy |
| College 75 FC             | 2 - 4         | Glacis United FC          |
| Lions Gibraltar FC        | 0 - 13        | Lynx FC                   |
| Cannon's FC               | 1 - 14        | Gibraltar Scorpions FC    |

| Tercera Fecha             | Tercera Fecha | Tercera Fecha             |
| Local                     | Resultado     | Visitante                 |
| ------------------------- | ------------- | ------------------------- |
| Glacis United FC          | 8 - 1         | Lions Gibraltar FC        |
| College 75 FC             | 5 - 8         | Cannon's FC               |
| Lynx FC                   | 17 - 3        | Gibraltar Phoenix Eclipse |
| Gibraltar Scorpions FC    | 1 - 9         | Lincoln Red Imps FC       |
| St. Joseph's Spark Energy | 8 - 3         | Manchester 62 FC          |

| Cuarta Fecha              | Cuarta Fecha | Cuarta Fecha           |
| Local                     | Resultado    | Visitante              |
| ------------------------- | ------------ | ---------------------- |
| Cannon's FC               | 1 - 12       | Glacis United FC       |
| Gibraltar Phoenix Eclipse | 0 - 3        | Lions Gibraltar FC     |
| Lincoln Red Imps FC       | 4 - 4        | College 75 FC          |
| Manchester 62 FC          | 1 - 9        | Lynx FC                |
| St. Joseph's Spark Energy | 5 - 6        | Gibraltar Scorpions FC |

| Quinta Fecha       | Quinta Fecha | Quinta Fecha              |
| Local              | Resultado    | Visitante                 |
| ------------------ | ------------ | ------------------------- |
| Lions Gibraltar FC | 3 - 0        | Manchester 62 FC          |
| Glacis United FC   | 10 - 0       | Gibraltar Phoenix Eclipse |
| College 75 FC      | 3 - 7        | St. Joseph's Spark Energy |
| Cannon's FC        | 4 - 9        | Lincoln Red Imps FC       |
| Lynx FC            | 10 - 3       | Gibraltar Scorpions FC    |

| Sexta Fecha               | Sexta Fecha | Sexta Fecha               |
| Local                     | Resultado   | Visitante                 |
| ------------------------- | ----------- | ------------------------- |
| Lincoln Red Imps FC       | 6 - 6       | Glacis United FC          |
| Manchester 62 FC          | 6 - 11      | Gibraltar Phoenix Eclipse |
| St. Joseph's Spark Energy | 16 - 2      | Cannon's FC               |
| Gibraltar Scorpions FC    | 8 - 4       | Lions Gibraltar FC        |
| Lynx FC                   | 8 - 0       | College 75 FC             |

| Séptima Fecha             | Séptima Fecha | Séptima Fecha             |
| Local                     | Resultado     | Visitante                 |
| ------------------------- | ------------- | ------------------------- |
| Glacis United FC          | 10 - 3        | Manchester 62 FC          |
| Lincoln Red Imps FC       | 4 - 13        | St. Joseph's Spark Energy |
| Gibraltar Phoenix Eclipse | 12 - 10       | Gibraltar Scorpions FC    |
| Cannon's FC               | 0 - 11        | Lynx FC                   |
| Lions Gibraltar FC        | 0 - 6         | College 75 FC             |

| Octava Fecha              | Octava Fecha | Octava Fecha              |
| Local                     | Resultado    | Visitante                 |
| ------------------------- | ------------ | ------------------------- |
| College 75 FC             | 9 - 10       | Gibraltar Phoenix Eclipse |
| Lions Gibraltar FC        | 0 - 3        | Cannon's FC               |
| Gibraltar Scorpions FC    | 3 - 0        | Manchester 62 FC          |
| St. Joseph's Spark Energy | 10 - 5       | Glacis United FC          |
| Lynx FC                   | 3 - 0        | Lincoln Red Imps FC       |

| Novena Fecha              | Novena Fecha | Novena Fecha           |
| Local                     | Resultado    | Visitante              |
| ------------------------- | ------------ | ---------------------- |
| Lincoln Red Imps FC       | 0 - 3        | Lions Gibraltar FC     |
| Gibraltar Phoenix Eclipse | 11 - 9       | Cannon's FC            |
| St. Joseph's Spark Energy | 0 - 4        | Lynx FC                |
| Manchester 62 FC          | 0 - 3        | College 75 FC          |
| Glacis United FC          | 1 - 7        | Gibraltar Scorpions FC |

| Décima Fecha              | Décima Fecha | Décima Fecha              |
| Local                     | Resultado    | Visitante                 |
| ------------------------- | ------------ | ------------------------- |
| Lynx FC                   | 3 - 0        | Glacis United FC          |
| Gibraltar Phoenix Eclipse | 3 - 0        | Lincoln Red Imps FC       |
| College 75 FC             | 1 - 12       | Gibraltar Scorpions FC    |
| Cannon's FC               | 5 - 5        | Manchester 62 FC          |
| Lions Gibraltar FC        | 0 - 3        | St. Joseph's Spark Energy |

| Décima Primera Fecha      | Décima Primera Fecha | Décima Primera Fecha      |
| Local                     | Resultado            | Visitante                 |
| ------------------------- | -------------------- | ------------------------- |
| Lynx FC                   | 3 - 0                | Lions Gibraltar FC        |
| St. Joseph's Spark Energy | 12 - 7               | Gibraltar Phoenix Eclipse |
| Glacis United FC          | 3 - 2                | College 75 FC             |
| Manchester 62 FC          | 3 - 0                | Lincoln Red Imps FC       |
| Gibraltar Scorpions FC    | 18 - 2               | Cannon's FC               |

| Décima Segunda Fecha      | Décima Segunda Fecha | Décima Segunda Fecha      |
| Local                     | Resultado            | Visitante                 |
| ------------------------- | -------------------- | ------------------------- |
| Lions Gibraltar FC        | 0 - 3                | Glacis United FC          |
| Cannon's FC               | 2 - 5                | College 75 FC             |
| Gibraltar Phoenix Eclipse | 2 - 7                | Lynx FC                   |
| Lincoln Red Imps FC       | 0 - 3                | Gibraltar Scorpions FC    |
| Manchester 62 FC          | 1 - 11               | St. Joseph's Spark Energy |

| Décima Tercera Fecha   | Décima Tercera Fecha | Décima Tercera Fecha      |
| Local                  | Resultado            | Visitante                 |
| ---------------------- | -------------------- | ------------------------- |
| Glacis United FC       | 5 - 2                | Cannon's FC               |
| Lions Gibraltar FC     | 0 - 3                | Gibraltar Phoenix Eclipse |
| College 75 FC          | 3 - 0                | Lincoln Red Imps FC       |
| Lynx FC                | 18 - 0               | Manchester 62 FC          |
| Gibraltar Scorpions FC | 12 - 5               | St. Joseph's Spark Energy |

| Décima Cuarat Fecha       | Décima Cuarat Fecha | Décima Cuarat Fecha |
| Local                     | Resultado           | Visitante           |
| ------------------------- | ------------------- | ------------------- |
| Manchester 62 FC          | 3 - 0               | Lions Gibraltar FC  |
| Gibraltar Phoenix Eclipse | 6 - 2               | Glacis United FC    |
| St. Joseph's Spark Energy | 4 - 2               | College 75 FC       |
| Lincoln Red Imps FC       | 0 - 3               | Cannon's FC         |
| Gibraltar Scorpions FC    | 5 - 10              | Lynx FC             |

| Décima Quinta Fecha       | Décima Quinta Fecha | Décima Quinta Fecha       |
| Local                     | Resultado           | Visitante                 |
| ------------------------- | ------------------- | ------------------------- |
| Glacis United FC          | 3 - 0               | Lincoln Red Imps FC       |
| Gibraltar Phoenix Eclipse | 12 - 5              | Manchester 62 FC          |
| Cannon's FC               | 2 - 24              | St. Joseph's Spark Energy |
| Lions Gibraltar FC        | 0 - 3               | Gibraltar Scorpions FC    |
| College 75 FC             | 1 - 15              | Lynx FC                   |

| Décima Sexta Fecha        | Décima Sexta Fecha | Décima Sexta Fecha        |
| Local                     | Resultado          | Visitante                 |
| ------------------------- | ------------------ | ------------------------- |
| Manchester 62 FC          | 0 - 3              | Glacis United FC          |
| St. Joseph's Spark Energy | 3 - 0              | Lincoln Red Imps FC       |
| Gibraltar Scorpions FC    | 7 - 11             | Gibraltar Phoenix Eclipse |
| Lynx FC                   | 18 - 1             | Cannon's FC               |
| College 75 FC             | 3 - 0              | Lions Gibraltar FC        |

| Décima Séptima Fecha      | Décima Séptima Fecha | Décima Séptima Fecha      |
| Local                     | Resultado            | Visitante                 |
| ------------------------- | -------------------- | ------------------------- |
| Gibraltar Phoenix Eclipse | 5 - 1                | College 75 FC             |
| Cannon's FC               | 3 - 0                | Lions Gibraltar FC        |
| Manchester 62 FC          | 1 - 7                | Gibraltar Scorpions FC    |
| Glacis United FC          | 1 - 1                | St. Joseph's Spark Energy |
| Lincoln Red Imps FC       | 0 - 3                | Lynx FC                   |

| Décima Octava Fecha    | Décima Octava Fecha | Décima Octava Fecha       |
| Local                  | Resultado           | Visitante                 |
| ---------------------- | ------------------- | ------------------------- |
| Lions Gibraltar FC     | 3 - 3               | Lincoln Red Imps FC       |
| Cannon's FC            | 3 - 10              | Gibraltar Phoenix Eclipse |
| Lynx FC                | 3 - 3               | St. Joseph's Spark Energy |
| College 75 FC          | 16 - 1              | Manchester 62 FC          |
| Gibraltar Scorpions FC | 3 - 6               | Glacis United FC          |

### Ronda de campeonato
La Ronda Campeonato fue la última etapa de la División 1 2015-16. Esta fue la primera vez que la que la definición del título incluía una ronda eliminatoria. Todos los partidos se jugaron en el Tercentenary Sorts Hall. Lynx se coronó campeón luego de ganar la final, y así consiguió su segundo título de manera consecutiva.
|  | Semifinales 30 de abril y 14 de mayo de 2016 | Semifinales 30 de abril y 14 de mayo de 2016 | Semifinales 30 de abril y 14 de mayo de 2016 | Semifinales 30 de abril y 14 de mayo de 2016 |   |     | Final 21 de mayo de 2016 | Final 21 de mayo de 2016 | Final 21 de mayo de 2016 |  |
|  |                                              |                                              |                                              |                                              |   |     |                          |                          |                          |  |
|  |                                              |                                              |                                              |                                              |   |     |                          |                          |                          |  |
|  | 1.°                                          | Lynx                                         | 5                                            | 14                                           |   |     |                          |                          |                          |  |
|  | 1.°                                          | Lynx                                         | 5                                            | 14                                           |   |     |                          |                          |                          |  |
|  | 4.°                                          | Gibraltar Scorpions                          | 5                                            | 3                                            |   |     |                          |                          |                          |  |
|  | 4.°                                          | Gibraltar Scorpions                          | 5                                            | 3                                            |   | 1.° | Lynx                     | 8                        |                          |  |
|  |                                              |                                              |                                              |                                              |   | 1.° | Lynx                     | 8                        |                          |  |
|  |                                              |                                              | 3.°                                          | FC St.Joseph's Spark Energy                  | 3 |     |                          |                          |                          |  |
|  | 2.°                                          | FC St.Joseph's Spark Energy                  | 3.°                                          | FC St.Joseph's Spark Energy                  | 3 | 2   | 9                        |                          |                          |  |
|  | 2.°                                          | FC St.Joseph's Spark Energy                  |                                              |                                              |   | 2   | 9                        |                          |                          |  |
|  | 3.°                                          | Glacis United                                | 1                                            | 5                                            |   |     |                          |                          |                          |  |
|  | 3.°                                          | Glacis United                                | 1                                            | 5                                            |   |     |                          |                          |                          |  |
|  |                                              |                                              |                                              |                                              |   |     |                          |                          |                          |  |

| Lynx       |
| Campeón    |
| 2.° título |

### Goleadores
Lista de goleadores de acuerdo a la página web oficial.
- Ledesma (52 goles)
- Naoufal El Andalousi (Gibraltar Scorpions, 31)
- Ruiz (29)
- Gómez Reinaldo (Glacis United, 28)

## División 2
La División 2 2015-16 fue una edición más de la División 2 de Gibraltar.

### Ascensos y descensos
| Pos. | Ascendidos de División 2 de Gibraltar 2014-15 |
| ---- | --------------------------------------------- |
| 2    | Lincoln Red Imps                              |
| 3    | Gibraltar Phoenix Eclipse                     |

| Pos. | Descendidos de División 1 de Gibraltar 2014-15 |
| ---- | ---------------------------------------------- |
| -    | No hubo                                        |

| Pos. | Ascendidos de División 3 de Gibraltar 2014-15 |
| ---- | --------------------------------------------- |
| 1    | Gunwharf                                      |
| 2    | Rock Solid                                    |
| 9    | Mons Calpe                                    |

| Pos. | Descendidos de División 2 de Gibraltar 2014-15 |
| ---- | ---------------------------------------------- |
| 10   | Special Olympics                               |

1. 1 2  Gibraltar Scorpions Res. ganó la División 2 de Gibraltar 2014-15 pero no ascendió por ser un equipo filial. En su lugar ascendieron el segundo y tercero.
2. ↑  Mons Calpe recibió una especie de ascenso especial, por eso fue promovido a pesar de ocupar la novena poscición.

### Clubes participantes
| 2014-15 | Club                     |
| ------- | ------------------------ |
| 1       | Gibraltar Scorpions Res. |
| 4       | Maccabi Alef             |
| 5       | Boca Juniors             |
| 6       | Leo Bastion              |
| 7       | St. Joseph's South Trade |
| 8       | Lions Res.               |
| 9       | Young Boys Gibraltar     |
| 1 (D3)  | Gunwharf                 |
| 2 (D3)  | Rock Solid               |
| 9 (D3)  | Mons Calpe               |

1. ↑  Maccabi Gibraltar comenzó a usar Álef (Alef en inglés), primera letra del alfabeto hebreo, equivalente a «A» en español, para denominar a su primer equipo (equipo A).
2. ↑  St. Joseph's South Trade dejó de usar el término Res. al final del nombre, aparentemente se independizó como un nuevo equipo.

### Tabla de posiciones
- Actualizado el 16 de agosto de 2019. Jugados todos los partidos.

| Pos. | Equipo                   | PJ | PG | PE | PP | GF | GC | DG  | Pts. | Clasificado a                         |
| ---- | ------------------------ | -- | -- | -- | -- | -- | -- | --- | ---- | ------------------------------------- |
| 1    | Gunwharf (C, A)          | 18 | 14 | 1  | 3  | ¿? | ¿? | 42  | 43   | Ascenso a División 1 2016-17          |
| 2    | Mons Calpe               | 18 | 13 | 1  | 4  | ¿? | ¿? | 71  | 40   | Partido de ascenso y descenso         |
| 3    | St. Joseph's South Trade | 18 | 12 | 0  | 6  | ¿? | ¿? | 11  | 36   |                                       |
| 4    | Gibraltar Scorpions Res. | 18 | 11 | 1  | 6  | ¿? | ¿? | 13  | 34   | Desaparecido al final de la temporada |
| 5    | Rock Solid               | 18 | 9  | 0  | 9  | ¿? | ¿? | 22  | 27   |                                       |
| 6    | Maccabi Alef             | 18 | 7  | 2  | 9  | ¿? | ¿? | 12  | 23   |                                       |
| 7    | Young Boys Gibraltar     | 18 | 7  | 2  | 9  | ¿? | ¿? | –30 | 23   |                                       |
| 8    | Leo Bastion              | 18 | 6  | 2  | 10 | ¿? | ¿? | –18 | 20   |                                       |
| 9    | Boca Juniors (D)         | 18 | 4  | 0  | 14 | ¿? | ¿? | –36 | 12   | Descenso a División 3 2016-17         |
| 10   | Lions Res.               | 18 | 2  | 1  | 15 | ¿? | ¿? | –87 | 7    | Reestructurado (A División 3 2016-17) |

Fuente: gibraltarfa.com
Reglas de clasificación: 1) Puntos; 2) Diferencia de gol; 3) Goles a favor
(C): Campeón. (A): Ascendido. (D): Descendido.
| Gunwharf   |
| Campeón    |
| 1.° título |

### Goleadores
Lista de goleadores de acuerdo a la página oficial.
- Heredia Fernández (40 goles)
- Linares (32)
- Castillo Rafoso (30)

## División 3
La División 3 2015-16 fue una edición más de la División 3 de Gibraltar.

### Ascensos y descensos
| Pos. | Ascendidos de División 3 de Gibraltar 2014-15 |
| ---- | --------------------------------------------- |
| 1    | Gunwharf                                      |
| 2    | Rock Solid                                    |
| 9    | Mons Calpe                                    |

| Pos. | Descendidos de División 2 de Gibraltar 2014-15 |
| ---- | ---------------------------------------------- |
| 10   | Special Olympics                               |

| Pos. | Equipos nuevos     |
| ---- | ------------------ |
| -    | Gibraltar Hercules |
| -    | Rock 54            |
| -    | Gibraltar Titans   |

| Pos. | Desaparecido de División 3 de Gibraltar 2014-15 |
| ---- | ----------------------------------------------- |
| 6    | College 1975 Res.                               |

1. ↑  Mons Calpe recibió una especie de ascenso especial, por eso fue promovido a pesar de ocupar la novena poscición.

### Clubes participantes
| 2014-15 | Club                 |
| ------- | -------------------- |
| 10 (D2) | Special Olympics     |
| 3       | Saints New Team      |
| 4       | Stalions             |
| 5       | Red Imps Lek Bangkok |
| 6       | Laguna               |
| 8       | Hound Dogs           |
| 10      | Maccabi Bet          |
| nuevo   | Gibraltar Hercules   |
| nuevo   | Rock 54              |
| nuevo   | Gibraltar Titans     |

1. ↑  Saints New Team dejó de usar el término Res. en su denominación ante una aparente independización de St. Joseph's.
2. ↑  Stan Stalions cambió su denominación a Stalions.
3. ↑  Al igual que el primer equipo, la reserva de Maccabi Gibraltar empezó a usar Bet («B» en español) para designar a su segundo equipo (equipo B).

### Tabla de posiciones
- Actualizado el 16 de agosto de 2019. Jugados todos los partidos.

| Pos. | Equipo                  | PJ | PG | PE | PP | GF | GC | DG  | Pts. | Clasificado a                 |
| ---- | ----------------------- | -- | -- | -- | -- | -- | -- | --- | ---- | ----------------------------- |
| 1    | Gibraltar Titans (C, A) | 18 | 17 | 1  | 0  | ¿? | ¿? | 85  | 52   | Ascenso a División 2 2016-17  |
| 2    | Rock 54 (A)             | 18 | 15 | 1  | 2  | ¿? | ¿? | 75  | 46   | Ascenso a División 2 2016-17  |
| 3    | Stalions (A)            | 18 | 11 | 1  | 6  | ¿? | ¿? | 69  | 34   | Ascenso a División 2 2016-17  |
| 4    | Gibraltar Hercules      | 18 | 11 | 0  | 7  | ¿? | ¿? | 20  | 33   |                               |
| 5    | Laguna                  | 18 | 9  | 1  | 8  | ¿? | ¿? | 31  | 28   |                               |
| 6    | Special Olympics        | 18 | 7  | 1  | 10 | ¿? | ¿? | –32 | 22   |                               |
| 7    | Saints New Team         | 18 | 6  | 1  | 11 | ¿? | ¿? | –30 | 19   |                               |
| 8    | Red Imps Lek Bangkok    | 18 | 6  | 0  | 12 | ¿? | ¿? | –32 | 18   |                               |
| 9    | Maccabi Bet (D)         | 18 | 3  | 0  | 15 | ¿? | ¿? | –87 | 9    | Descenso a División 4 2016-17 |
| 10   | Hound Dogs              | 18 | 1  | 2  | 15 | ¿? | ¿? | –99 | 5    |                               |

Fuente: gibraltarfa.com
Reglas de clasificación: 1) Puntos; 2) Diferencia de gol; 3) Goles a favor
(C): Campeón. (A): Ascendido. (D): Descendido.
| Gibraltar Titans |
| Campeón          |
| 1.° título       |

### Goleadores
- Olivero (40 goles)[12]

## División 4
La División 4 2015-16 fue la primera edición de la División 4 de Gibraltar. Estuvo integrada completamente por equipos nuevos, aunque algunos ya habían participado en la edición inaugural, no lo habían hecho la temporada anterior.

### Clubes participantes
| 2013-14 | Club               |
| ------- | ------------------ |
| 8       | Europa             |
| 11      | Lions C            |
| nuevo   | Atlas Lions        |
| nuevo   | Britannia XI       |
| nuevo   | Gibraltar United   |
| nuevo   | Humphries          |
| nuevo   | Maccabi Gimal      |
| nuevo   | Manchester 62 Res. |
| nuevo   | Moroccan Athletic  |
| nuevo   | Newton Store       |

1. ↑  Tercer equipo de Lions Gibraltar
2. ↑  Guímel (Gimal en inglés), tercera letra del alfabeto hebreo, usada para designar al tercer equipo (equipo C) de Maccabi Gibraltar.

### Tabla de posiciones
- Actualizado el 16 de agosto de 2019. Jugados todos los partidos.

| Pos. | Equipo                  | PJ | PG | PE | PP | GF | GC | DG   | Pts. | Clasificado a                         |
| ---- | ----------------------- | -- | -- | -- | -- | -- | -- | ---- | ---- | ------------------------------------- |
| 1    | Gibraltar United (C, A) | 18 | 16 | 0  | 2  | ¿? | ¿? | 98   | 48   | Ascenso a División 2 2016-17          |
| 2    | Newton Store (A)        | 18 | 15 | 1  | 2  | ¿? | ¿? | 59   | 46   | Ascenso a División 3 2016-17          |
| 3    | Moroccan Athletic (A)   | 18 | 14 | 2  | 2  | ¿? | ¿? | 73   | 44   | Ascenso a División 3 2016-17          |
| 4    | Manchester 62 Res.      | 18 | 9  | 1  | 8  | ¿? | ¿? | 15   | 28   | Desaparecido al final de la temporada |
| 5    | Lions C                 | 18 | 9  | 0  | 9  | ¿? | ¿? | –10  | 27   | Reestructurado (A División 3 2016-17) |
| 6    | Europa                  | 18 | 7  | 2  | 9  | ¿? | ¿? | 7    | 23   |                                       |
| 7    | Britannia XI            | 18 | 6  | 2  | 10 | ¿? | ¿? | 4    | 20   |                                       |
| 8    | Humphries               | 18 | 6  | 0  | 12 | ¿? | ¿? | –42  | 18   |                                       |
| 9    | Atlas Lions             | 18 | 4  | 0  | 14 | ¿? | ¿? | –33  | 12   |                                       |
| 10   | Maccabi Gimal           | 18 | 0  | 0  | 18 | ¿? | ¿? | –171 | 0    | Desaparecido al final de la temporada |

Fuente: gibraltarfa.com
Reglas de clasificación: 1) Puntos; 2) Diferencia de gol; 3) Goles a favor
(C): Campeón. (A): Ascendido.
| Gibraltar United |
| Campeón          |
| 1.° título       |

### Goleadores
- Rocca (59 goles)[13]

## Partido de ascenso y descenso
El partido se jugó entre el 8.° de la División 1 y el subcampeón de la División 2. El ganador se clasificó para la División 1 de la próxima temporada, mientras que el perdedor para la División 2.

| Equipo 2         | Resultado | Equipo 1   | Fecha               | Estadio                            |
| ---------------- | --------- | ---------- | ------------------- | ---------------------------------- |
| Cannons          | 2 − 6     | Mons Calpe | 23 de abril de 2016 | Tercentenary Sports Hall Gibraltar |
| Reporte: varios. |           |            |                     |                                    |

| Mons Calpe                    | Cannons                        |
| Ganador                       | Perdedor                       |
| Asciende a División 1 2016-17 | Desciende a División 2 2016-17 |